# Pentium D
Els processadors  Pentium D  van ser introduïts per Intel al  Spring 2005 Intel Developer Forum . Un xip Pentium D consisteix bàsicament en dos processadors Pentium 4 ficats en un sol encapsulat (dos nuclis Prescott per al core Smithfield i dos nuclis Cedar Mill per al core Presl) i comunicats a través del FSB. El seu procés de fabricació va ser inicialment de 90 nm i en la seva segona generació de 65 nm. El nom en clau del Pentium D abans del seu llançament era "Smithfield". Hi va haver un rumor que deia que aquests xips incloïen una tecnologia DRM (Digital Rights Management) per fer possible un sistema de protecció anticòpia de la mà de Microsoft, la qual cosa Intel va desmentir, aclarint que alguns dels seus xipsets sí que tenien aquesta tecnologia, però no en la dimensió que s'havia plantejat.
Els processadors Pentium D no són monolítics, és a dir,  els nuclis no comparteixen una única cache i la comunicació entre ells no és directa, sinó es realitza a través del bus del sistema .
Hi ha cinc variants 8xx del Pentium D:
- Pentium D 805, a 2,66 GHz (l'únic Pentium D amb FSB de 533 MHz)
- Pentium D 820, a 2,8 GHz amb FSB de 800 MHz
- Pentium D 830, a 3,0 GHz amb FSB de 800 MHz
- Pentium D 840, a 3,2 GHz amb FSB de 800 MHz
- Pentium D Extreme Edition, a 3,2 GHz, amb HyperThreading (*) i FSB de 800 MHz

Nota: no s'ha de confondre l'últim amb Pentium  4  Extreme Edition, de 3,73 GHz, que únicament té un únic nucli (Prescott).
Cadascun d'ells té dos nuclis Prescott conformant així el core Smithfield, estan fabricats en un procés de 90 nm, amb 1 MB de memòria cau L2 per a cada nucli. Tots els Pentium D inclouen la tecnologia EM64T, que els permet treballar amb dades de 64 bits nativament i suporten la tecnologia Bit NX i Intel Viiv. Les plaques base que els suporten són les que utilitzen els xips 101, 102, 945, 946, 965 i 975.
Posteriorment es van afegir altres onze variants del Pentium D, de tipus 9XX:
- Pentium D 915, a 2,8 GHz amb FSB de 800 MHz
- Pentium D 920, a 2,8 GHz amb FSB de 800 MHz
- Pentium D 925, a 3,0 GHz amb FSB de 800 MHz
- Pentium D 930, a 3,0 GHz amb FSB de 800 MHz
- Pentium D 935, a 3,2 GHz amb FSB de 800 MHz
- Pentium D 940, a 3,2 GHz amb FSB de 800 MHz
- Pentium D 945, a 3,4 GHz amb FSB de 800 MHz
- Pentium D 950, a 3,4 GHz amb FSB de 800 MHz
- Pentium D 960, a 3,6 GHz amb FSB de 800 MHz
- Pentium D 955 Extreme Edition, a 3,466 amb HyperThreading (*), un FSB de 1066 MHz i una memòria cau de 2 MB L2 a cada nucli.
- Pentium D 965 Extreme Edition, a 3,73 GHz amb HyperThreading (*), un FSB de 1066 MHz FSB i cache de 2 MB L2 a cada nucli.

Cadascun d'ells té dos nuclis Cedar Mill, conformant així el core Presle, estan fabricats en un procés de 65 nm amb 2 MB de memòria cau L2 per a cada nucli. Tots els 9x5 se'ls anomena així perquè aquests no contenen (excepte en la sèrie Extreme Edition) la tecnologia de virtualització Intel VT, per tant això els fa més econòmics.
(*) HyperTreading en processadors de doble nucli equival a tenir 2 processadors virtuals en cada nucli, per tant, hi hauria 4 processadors virtuals en el sistema.
Una dada a destacar és que els processadors fabricats en el primer trimestre del 2006 no porten suport per a la tecnologia SpeedStep. Aquesta tecnologia està disponible en el Core Stepping C1 i en endavant (s'identifica el Core Stepping mitjançant el "sSpec Number" del processador). La sèrie 6x1 de processadors Pentium 4, també està afectada per aquesta limitació. Més dades: aquí